# Traleg Kyabgon Rinpoché
Traleg Kyabgon Rinpoché (tibétain : སྒྲ་ལེགས་སྐྱབས་མགོན, Wylie : sgra legs skyabs mgon, 1955-2012) est la 9e incarnation de la lignée tulku Traleg, une lignée de grands lamas de la lignée Kagyu du bouddhisme tibétain. Il fut un pionnier dans l'introduction du bouddhisme tibétain en Australie.

## Biographie
Traleg Rinpoché est né le 23 février 1955 à Nangchen dans le Kham (Tibet oriental), et deux ans plus tard, il fut reconnu par le 16e karmapa comme la 9e incarnation des Traleg Tulkus et intronisé comme abbé du monastère de Thrangu. Il s'est exilé en Inde lors du soulèvement tibétain de 1959. Là, il reçut une éducation de tulkou traditionnelle, complétée par cinq années de scolarité à l'université sanscrite de Varanasi en Inde . Il a vécu et étudié pendant plusieurs années au monastère de Rumtek au Sikkim, le siège principal en exil de la lignée Karma-kagyu. Il est décédé le 24 juillet 2012 d'une crise cardiaque à Melbourne en Australie.

## Enseignement en Occident
En 1980, Traleg Rinpoché a transmis le Dharma en Australie où il a fondé l'Institut bouddhiste Kagyu E-vam à Melbourne et reçu la citoyenneté australienne. Il renonça à ses vœux monastiques, devint enseignant laïc et se maria. Il a obtenu une maîtrise en philosophie comparée de l'université La Trobe. En 1989, il a enseigné au Karma Triyana Dharmachakra. En 2004, il a créé l'Evam Institute à New York, à Chatham, NY . Il a également  enseigné dans le réseau Karma Thegsum Choling des centres du Karmapa et au Centre bouddhiste Shambhala. Son épouse, Felicity Lodro, est également une enseignante active du Dharma.

## Réincarnation
Sa réincarnation, née en 2013, est découverte dans la région de Batong au Tibet en juillet 2015 et reconnue par le 17e karmapa et par le monastère de Thrangu.

## Publications
- Luminous Bliss: self realisation through meditation, Lothian Books (2003),  (ISBN 0-7344-0584-7)
- The Benevolent Mind, Zhi-sil Cho-kyi Gha-Tsal Publications (2003),  (ISBN 1-877294-28-4)
- The Essence of Buddhism, Shambhala (2001),  (ISBN 1-57062-468-2)
- Mind at Ease, Shambhala (2004),  (ISBN 1-59030-156-0)
- The Practice of Lojong, Shambhala (2007),  (ISBN 1-59030-378-4)
- The Influence of Yogacara on Mahamudra, KTD Publications (2010),  (ISBN 978-1-934608-19-7)
- The Ninth Karmapa, Wanchuk Dorje’s Ocean of Certainty,KTD Publications (2011),  (ISBN 978-1-934608-20-3)
- The Essence of Buddhism: An Introduction to Its Philosophy and Practice, Shambhala; Reissue edition (2014),  (ISBN 978-1590307885)
- Karma: What It Is, What It Isn't, Why It Matters, Shambhala (2015),  (ISBN 978-1-590308-88-2)

### Traduction
- Takpo Tashi Namgyal, Moonbeams of Mahamudra: The Classic Meditation Manual, Shogam Publications (2016),  (ISBN 0980502233)